# 北原亘
北原 亘（きたはら わたる、1982年8月2日 - ）は、東京都出身のフットサル選手である。フットサル日本代表。

## 来歴
暁星高校、早稲田大学卒。暁星高校卒業後の2001年、暁星高校サッカー部メンバーと共に結成した「森のくまさん」というプライベートチームでフットサルを本格的に始め、初代キャプテンも務めた。また、それと並行して俳優袴田よしひこ率いるアマチュアチーム BAHIA EC にて アサヒ飲料杯優勝 天竜リーグでも活躍。早稲田大学のサッカーサークルである稲穂キッカーズに在籍していた。関東大学フットサルリーグでは2005年に優勝を果たす。フットサル日本代表の稲葉洸太郎や須賀雄大は、暁星高校サッカー部や「森のくまさん」のチームメイトであり、暁星高校の後輩の星翔太（バルドラール浦安）も「森のくまさん」、稲穂キッカーズなどのチームメイトであった。「森のくまさん」がBOTSWANA FC MEGUROに合流したこともあり、2005年にはBOTSWANA FC MEGUROでプレー。
2006年、大洋薬品/BANFFに初期メンバーとして入団し、プロ契約選手となった。チームは2007年に名古屋オーシャンズに改称してFリーグに加盟し、Fリーグ9連覇、AFCフットサルクラブ選手権2011優勝など、数多くのタイトルを手にした。フットサル日本代表にも招集され続けており、2008年、2012年のFIFAフットサルワールドカップ日本代表に選出された。名古屋、日本代表の両方においてキャプテンを経験した。
2016年3月に現役引退。引退試合はペドロ・コスタとの合同で行われた。引退後はフットサルを離れ、父が経営する会社の手伝いをするという。

## エピソード
- 2012年末入籍。ウェディングプランナー、チーム関係者、夫婦で話し合った結果、2012-13シーズン終了後の2013年3月23日、名古屋のホームアリーナであるテバオーシャンアリーナでサポーターを招いて結婚式を挙行することとなった[3]。
- SNS系が苦手であることを認めつつも、2012年頃からTwitterやFacebookを用いた積極的なピッチ外の情報発信を試みてファン層を広げた[4]。
- アマチュアフットサル選手時代はビール会社で働いていた[5]。
- 2021年4月より成蹊大学経営学部客員准教授としてキャリアマネジメントを教えている（2022年4月より客員教授に昇格）。

## タイトル
名古屋オーシャンズ
- Fリーグ(9) : 2007-08, 2008-09, 2009-10, 2010-11, 2011-12, 2012-13, 2013-14, 2014-15, 2015-16
- 全日本フットサル選手権大会(4) : 2007, 2013, 2014, 2015
- Fリーグ オーシャンカップ(5) : 2010, 2011, 2012, 2013, 2014
- FUTSAL地域チャンピオンズリーグ(1) : 2007
- 東海フットサルリーグ(1) : 2007
- AFCフットサルクラブ選手権(2) : 2011, 2014

フットサル日本代表
- AFCフットサル選手権(1) : 2012

個人
- Fリーグ最優秀選手(1) : 2008-09
- Fリーグベスト5(1) : 2008-09

## 個人成績
| 国内大会個人成績 | 国内大会個人成績 | 国内大会個人成績 | 国内大会個人成績 | 国内大会個人成績 | 国内大会個人成績 | 国内大会個人成績 | 国内大会個人成績 | 国内大会個人成績 | 国内大会個人成績 | 国内大会個人成績 | 国内大会個人成績 |
| 年度             | クラブ           | 背番号           | リーグ           | リーグ戦         | リーグ戦         | リーグ杯         | リーグ杯         | オープン杯       | オープン杯       | 期間通算         | 期間通算         |
| 年度             | クラブ           | 背番号           | リーグ           | 出場             | 得点             | 出場             | 得点             | 出場             | 得点             | 出場             | 得点             |
| 日本             | 日本             | 日本             | 日本             | リーグ戦         | リーグ戦         | オーシャン杯     | オーシャン杯     | 全日本選手権     | 全日本選手権     | 期間通算         | 期間通算         |
| ---------------- | ---------------- | ---------------- | ---------------- | ---------------- | ---------------- | ---------------- | ---------------- | ---------------- | ---------------- | ---------------- | ---------------- |
| 2007-08          | 名古屋           | 3                | Fリーグ          | 19               | 8                |                  |                  |                  |                  |                  |                  |
| 2008-09          | 名古屋           | 3                | Fリーグ          | 21               | 9                |                  |                  |                  |                  |                  |                  |
| 2009-10          | 名古屋           | 3                | Fリーグ          | 26               | 12               |                  |                  |                  |                  |                  |                  |
| 2010-11          | 名古屋           | 3                | Fリーグ          | ??               | ?                |                  |                  |                  |                  |                  |                  |
| 2011-12          | 名古屋           | 3                | Fリーグ          | ??               | ?                |                  |                  |                  |                  |                  |                  |
| 2012-13          | 名古屋           | 3                | Fリーグ          | 27               | 12               |                  |                  |                  |                  |                  |                  |
| 2013-14          | 名古屋           | 3                | Fリーグ          | ??               | ?                |                  |                  |                  |                  |                  |                  |
| 2014-15          | 名古屋           | 3                | Fリーグ          | ??               | ?                |                  |                  |                  |                  |                  |                  |
| 2015-16          | 名古屋           | 3                | Fリーグ          | ??               | ?                |                  |                  |                  |                  |                  |                  |
| 通算             | 日本             | 日本             | Fリーグ          |                  |                  |                  |                  |                  |                  |                  |                  |
| 通算             | 日本             |                  |                  |                  |                  |                  |                  |                  |                  |                  |                  |
| 総通算           |                  |                  |                  |                  |                  |                  |                  |                  |                  |                  |                  |